# Арчер, Генри
Ге́нри А́рчер (англ. Henry Archer; 1799—1863) — предприниматель ирландского происхождения, организатор строительства и эксплуатации железных дорог, изобретатель первой в мире марочно-перфорационной машины (1848).

## Биография
Сын городского казначея Дублина и землевладельца. Закончил Тринити-колледж в Дублине и был принят в ирландскую коллегию адвокатов. Бо́льшую часть жизни прожил в северном Уэльсе и Лондоне.

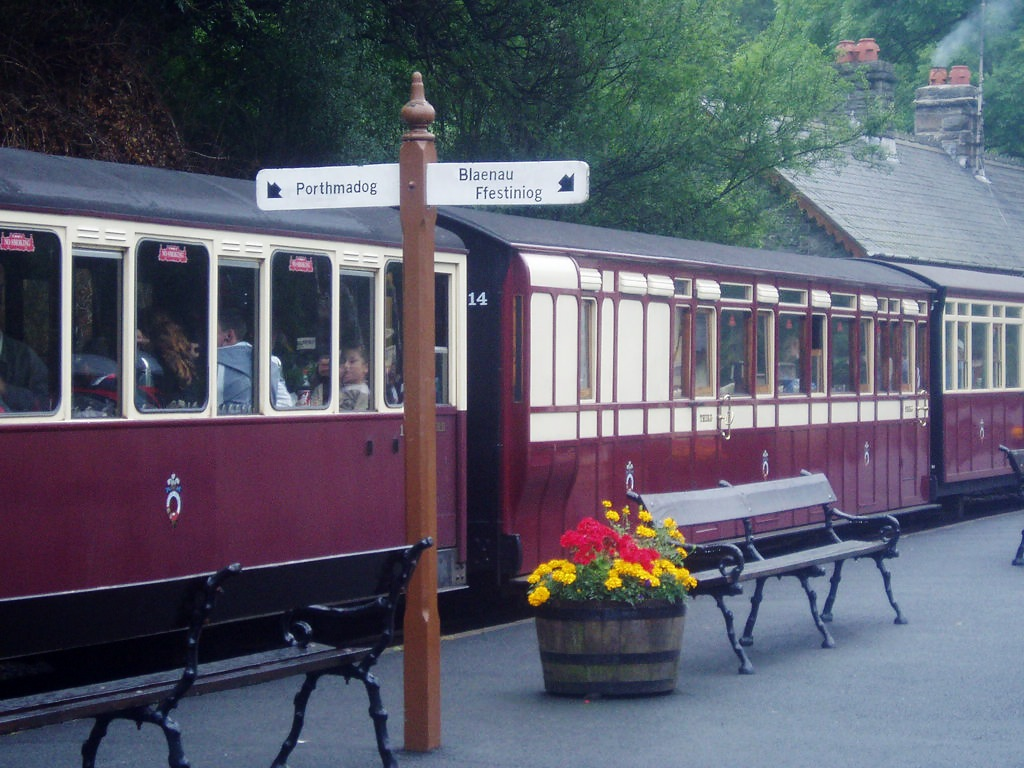
Поезд на станции Танибулх (железная дорога Блайнай-Фестиниог — Портмадог)

## Вклад в технический прогресс

### Железные дороги
Сыграл активную роль в принятии 23 мая 1832 года закона Парламента Великобритании об образовании Фестиниогской железнодорожной компании — старейшей частной железнодорожной компании в мире.
Будучи назначенным управляющим директором компании, он сумел привлечь первоначальный капитал в размере 24 185 фунтов стерлингов на Дублинской фондовой бирже (в том числе 11 905 фунтов стерлингов собственных средств). Управлял компанией на протяжении строительства Фестиниогской железной дороги в северном Уэльсе. В начале эксплуатации дороги сумел убедить владельцев предприятий по добыче сланцев доверить транспортировку сланцев железной дороге.
В 1836 году из-за некоторых разногласий Генри Арчер отошёл от активного управления компанией, но продолжал числиться директором в течение более 20 лет — до 1860 года, когда компания назначила ему пенсию в размере 100 фунтов стерлингов в год.

Конверт Фестиниогской железнодорожной почты со специальными гашениями и дополнительными марками железнодорожной почты, посвящёнными Генри Арчеру — основателю и управляющему директору «Фестиниог Рэйлвэй Компани», изобретателю марочно-перфорационных машин (Великобритания, 1987)

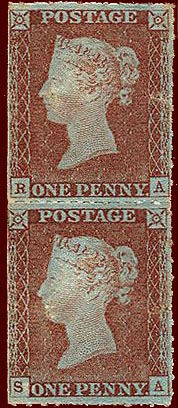
Арчеровская просечка: «Красный пенни» (1848)

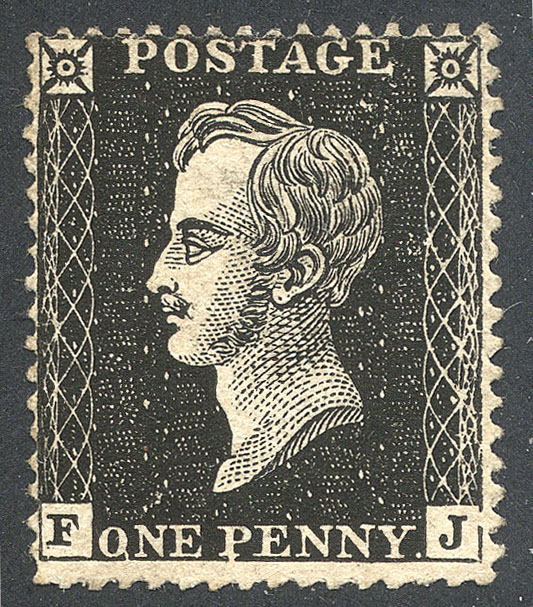
Арчеровская зубцовка: «Эссе принца-консорта» (1850—1851)

### Почтовое дело и полиграфия
Г. Арчер изобрёл марочно-перфорационную машину. 1 октября 1847 года он высказал Главному почтмейстеру Великобритании мысль о способе отделения марок от марочного листа. Получив одобрение своей идеи, Арчер в период 1847—1850 годов провёл ряд экспериментов в этой области.
Вначале для разделения почтовых марок он использовал просечку, вошедшую в историю под названием арчеровской просечки (англ. Archer roulette) и запатентовал этот способ в 1848 году. Это была пробная грубая просечка, произведённая Генри Арчером в том году на «Красных пенни» на сконструированной им машине, хотя первые варианты машины были неудачными.
Применение просечки, однако, сопровождалось большими затратами ввиду быстрого износа ножей и плиты основания, что вызвало сомнения в практической целесообразности этого способа разделения марок. Тогда Арчер обратился к идее перфорирования, то есть пробивания между марками отверстий, и выполнил множество экспериментов с величиной отверстий и расстоянием между ними. Пробное грубое зубцевание всё тех же марок «Красных пенни» принесло положительные плоды и стало известно в истории филателии как арчеровская зубцовка. Арчеру удалось не только улучшить систему перфорации, но и запатентовать её в 1850 году и сделать пригодной для изготовления почтовых марок.
В апреле 1851 года новая перфорационная машина успешно прошла испытания, для которых при участии известного гравёра Роберта Эдварда Бранстона (Robert Edward Branston, 1803—1877) были специально изготовлены тестовые марки — эссе с портретом принца-консорта Альберта. Арчер предложил казначейству Великобритании заключить контракт на печать и перфорирование марок, но получил отказ, несмотря на более низкую стоимость производства согласно его предложению по сравнению с таковой у выпускавшей тогда британские марки фирмы «Перкинс Бэкон». Тем не менее, в результате возникшей борьбы за правительственный заказ «Перкинс Бэкон» была вынуждена снизить свои расценки.
В июне 1853 года Арчер продал перфорационную машину, права на изобретение и патенты министерству финансов Великобритании за 4000 фунтов стерлингов. продал и патент на неё за 4000 фунтов стерлингов. Первые зубцовые марки появились в Великобритании 28 января 1854 года.
Усовершенствованная английским инженером Джеймсом Нэпьером перфорационная машина нашла широкое применение в полиграфии.
В качестве одной из услуг частной Фестиниогской железной дороги возникла Фестиниогская железнодорожная почта, которая осуществляет срочную доставку писем с использованием собственных конвертов, специальных гашений и дополнительных марок железнодорожной почты. Подобные целые вещи пользуются популярностью у филателистов.